# ドクター・フィールグッド
ドクター・フィールグッド（Dr. Feelgood）は、イギリスのロックバンド。エセックス州キャンベイ・アイランド出身。1970年代初頭からパブロックシーンを牽引し、後のパンク・ロックムーブメントの火付け役となった。

## 概要
ウィルコ・ジョンソンのピックを使わないカッティング、リー・ブリローのワイルドな歌声、この二人の絶妙なコンビネーションがイギリスの国民の間で人気を獲得した。パブロックの代表バンドと言われ、ダムドを世に送り込んだバンドであるとされる。
現在も活動中であるが、オリジナル・メンバーは一人も在籍していない。また、ウィルコ・ジョンソンは自分が脱退した時点でドクター・フィールグッドは終わったとしており、「今ドクター・フィールグッドと名乗っている人たちは自尊心も羞恥心もないと思うな（笑）」と述べた。
バンド名はウィルコがその奏法に多大な影響を受けたミック・グリーンの在籍するジョニー・キッド&ザ・パイレーツのカバーによるピアノ・レッドの代表曲「ドクター・フィールグッド」に由来する。なお、ドクター・フィールグッドはヘロインを意味する場合や薬を違法に処方してくれる医者を意味する場合もある。
シーナ&ザ・ロケッツ、ルースターズ、The ピーズ、THE HIGH-LOWS、THEE MICHELLE GUN ELEPHANTなど影響を受けたロックバンドが多数存在する。

## 来歴
- 1967年にリー・ブリローがジャグ・バンドを結成し、本格的に音楽活動を始める。
- 1971年にウィルコ・ジョンソン、リー・ブリロー、ジョン・B・スパークス、ビッグ・フィガーの面子でドクター・フィールグッドが結成される。
- 1975年、アルバム『ダウン・バイ・ザ・ジェティ』でメジャー・デビューを果たす。また同年、セカンド・アルバム『不正療法』をリリース。
- 1976年、ライブ・アルバム『殺人病棟』が全英チャートで1位を獲得する。
- 1977年、ウィルコ・ジョンソンが脱退。
- 1994年、リー・ブリロー死去。
- 2022年、ウィルコ・ジョンソン死去。

## メンバー

### オリジナル・メンバー
- リー・ブリロー（ボーカル・ハーモニカ）
- ウィルコ・ジョンソン（ギター）
- ジョン・B・スパークス（ベース）
- ジョン・マーティン（通称ビッグ・フィガー）（ドラム）

### 現メンバー
- ローバート・ケイン（ボーカル）
- スティーヴ・ウォルイン（ギター）
- ケヴィン・モリス（ドラム）
- フィル・ミッチェル（ベース）

## ディスコグラフィ

### スタジオ・アルバム
- 『ダウン・バイ・ザ・ジェティ』 - Down By The Jetty (1975年、United Artists)
- 『不正療法』 - Malpractice (1975年、United Artists)
- 『スニーキン・サスピション』 - Sneakin' Suspicion (1977年、United Artists)
- 『ビー・シーイング・ユー』 - Be Seeing You (1977年、United Artists)
- 『プライヴェート・プラクティス』 - Private Practice (1978年、United Artists)
- 『レット・イット・ロール』 - Let It Roll (1979年、United Artists)
- 『ア・ケース・オブ・ザ・シェイクス』 - A Case of the Shakes (1980年、United Artists)
- 『ファスト・ウィメン・スロウ・ホーシズ』 - Fast Women & Slow Horses (1982年、Chiswick)
- 『ドクターズ・オーダー』 - Doctor's Orders (1984年、Demon)
- 『マッド・マン・ブルース』 - Mad Man Blues (1985年、Lolita)
- 『ブリロー』 - Brilleaux (1986年、Stiff)
- 『クラシック』 - Classic (1987年、Stiff)
- 『プリモ』 - Primo	 (1991年、Grand)
- 『ザ・フィールグッド・ファクター』 - The Feelgood Factor (1993年、Grand)
- 『オン・ザ・ロード・アゲイン』 - On the Road Again (1996年、Grand)
- Chess Masters (2000年、Grand)
- Repeat Prescription (2006年、Grand)

### ライブ・アルバム
- 『殺人病棟』 - Stupidity (1976年、United Artists)
- 『アズ・イット・ハプンズ』 - As It Happens (1979年、United Artists)
- 『ライヴ・イン・ロンドン』 - Live in London (1990年、Grand)
- 『ダウン・アット・ザ・ドクターズ』 - Down at the Doctors (1994年、Grand)
- Speeding Thru Europe (2003年、Grand)
- 『ライヴ・アット・ロックパラスト』 - Live at Rockpalast (2013年、Repertoire)
- Live 1990 (2017年、Demon)

### コンピレーション・アルバム
- Casebook (1981年、Liberty)
- Case History – The Best of Dr Feelgood (1987年、EMI)
- 『シングルズ:ザ・U.A.イヤーズ』 - Singles – The UA Years+ (1989年、Liberty/EMI)
- Stupidity Plus – Live 1976–1990 (1991年、Liberty)
- Twenty Five Years of Dr. Feelgood (1997年、Grand)
- The Best of Dr. Feelgood (1997年、EMI)
- 『ライヴ・アット・ザ・BBC』 - Live at the BBC 1974–75 (1999年、Grand)
- 『BBCセッションズ73-78』 - BBC Sessions 1973–1978 (2001年、Grand)
- 『ファインリー・チューンド〜ギター・アルバム』 - Finely Tuned – The Guitar Album (2002年、Grand)
- 『ダウン・アット・ザ・BBC〜イン・コンサート 1977-78』 - Down at the BBC – In Concert 1977–78 (2002年、Grand)
- Wolfman Calling – The Blues of Lee Brilleaux (2003年、Grand)
- 『ザ・スティッフ・イヤーズ』 - Complete Stiff Recordings (2006年、Grand)
- Oily City Confidential (2010年、EMI)
- Get Rhythm – The Best of Dr. Feelgood 1984–1987 (2013年、Salvo)
- 『アドヴェンチャーズ・アット・ザBBC』 - Adventures at the BBC – 1977 Onwards (2015年、Grand)
- 『アイム・ア・マン (ザ・ベスト・オブ・ウィルコ・ジョンソン・イヤーズ 1974-1977)』 - I'm a Man – The Best of the Wilko Johnson Years 1974–1977 (2015年、Parlophone)
- 『ライヴ・アット・ザBBC ウィルコ・ジョンソン・イヤーズ』 - Gettin' Their Kicks at the BBC with Wilko Johnson 1973–75 (2015年、Grand)
- Rock 'n' Roll Gentleman – Eleven Recordings with Dr. Feelgood 1975–1993 (2017年、Parlophone)
- Greatest Hits (2021年、Grand)

### ボックスセット
- Looking Back (1995年、EMI)
- 『オール・スルー・ザ・シティ (ウィズ・ウィルコ 1974-1977)』 - All Through the City (With Wilko 1974–1977) (2012年、EMI)
- Taking No Prisoners (With Gypie 1977–1981) (2013年、EMI)
- Original Album Series (2016年、Warner Music/Parlophone)